# Liste der deutschen Botschafter in Katar
Die Liste der deutschen Botschafter in Katar enthält die Botschafter der Bundesrepublik Deutschland in Katar. Sitz der Botschaft ist in Doha in der Al Jazeera Al Arabiya Street 6, Freej Kulaib. Die Botschaft vertritt die Bundesrepublik Deutschland gegenüber dem Emirat Katar und gestaltet die deutsch-katarischen Beziehungen.
| Name                                   | Amtszeit  |
| -------------------------------------- | --------- |
| Jürgen Hellner                         | 1977–1981 |
| Theodor Mez                            | 1981–1985 |
| Hans-Lothar Steppan                    | 1986–1990 |
| Hartmut Scheer                         | 1991–1994 |
| Klaus Schröder                         | 1994–1997 |
| Walter Weinberger                      | 1997–2000 |
| Rolf Meyer-Olden                       | 2000–2002 |
| Rainold Frickhinger                    | 2002–2006 |
| Dirk Baumgartner                       | 2006–2010 |
| Anne Herkes                            | 2010–2012 |
| Angelika Storz-Chakarji                | 2012–2015 |
| Hans-Udo Muzel                         | 2015–2020 |
| Claudius Fischbach                     | 2020–2023 |
| Lothar Freischlader                    | 2023–2025 |
| Hans-Udo Muzel (Geschäftsträger a. i.) | seit 2025 |